# Gregoriusdagen
Gregoriusdagen firades förr till åminnelse av påven Gregorius den store. Före 1882 låg dagen den 12 mars, men när namnsdagslängden då ändrades flyttades helgdagen till den 13 mars.
Innan den gregorianska kalendern infördes i Sverige 1753 sammanföll dagen med vårdagjämningen, och den var därför en av vårens viktigaste märkesdagar. Kopplingen till vårdagjämningen behölls även efter kalenderreformen. Speciellt i Bohuslän förlades ofta seder som barfotaspringning och olika åtgärder mot loppor och löss, som på andra håll var kopplade till vårdagjämningen, till den här dagen.
I Jämtland är detta dagen för Gregoriemarknaden och veckan då Jämtlands allting Jamtamot hölls. 
På Färöarna är detta dagen för fo:Grækarismessa. 
Enligt Bondepraktikan gällde att: "Dåligt väder på denna dag bebådar, att ingen frost mera kommer i marken", och om vädret var bra "blir det en kort vår".